# Lancia-Werk Chivasso
Das Lancia-Werk Chivasso (italienisch Stabilimento Lancia di Chivasso) war eine Produktionsstätte des italienischen Automobilherstellers Lancia in der piemontischen Gemeinde Chivasso bei Turin. Sie nahm 1962 den Betrieb auf. Ab 1969 gehörte die Anlage zum Fiat-Konzern, der sie in den 1990er-Jahren an Maggiora weitergab. Zu Beginn des 21. Jahrhunderts wurde der Komplex in einen Industriepark umgewandelt.

## Lage und Größe
Das Werk lag unmittelbar an der Autostrada A4, die den Norden Italiens in west-östlicher Richtung durchquert, sowie an der Bahnstrecke Turin–Mailand. Die Anlage hatte eine Größe von 1,1 km².

## Geschichte des Werks

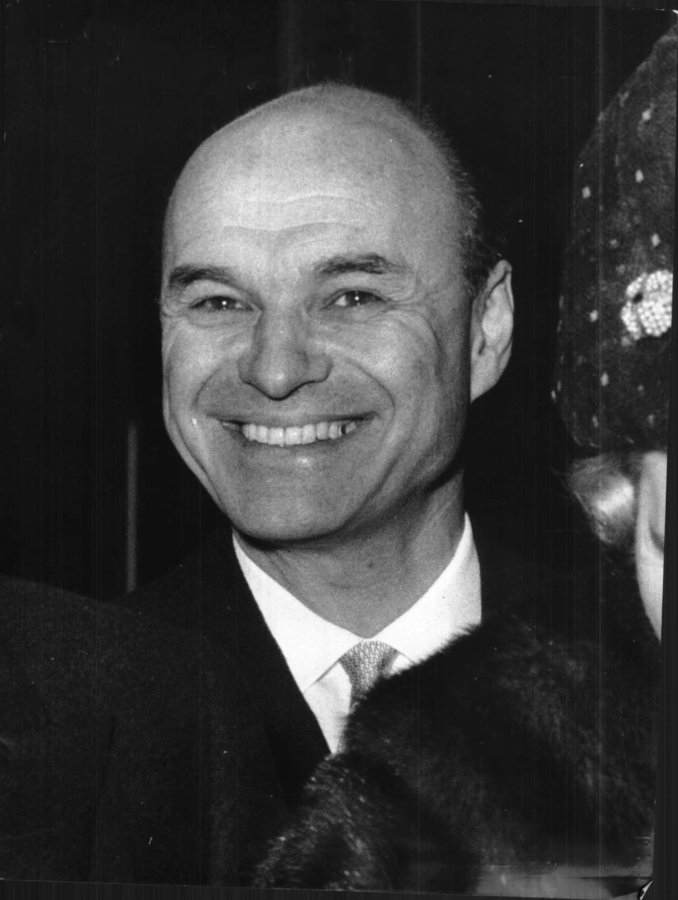
Initiator des Werks Chivasso: Carlo Pesenti

Das Automobilwerk in Chivasso war nach der 1911 gebauten Anlage in Borgo San Paolo die zweite Produktionsstätte Lancias. 
Der seit seiner Gründung 1906 als Familienbetrieb geführte Hersteller Automobili Lancia stand, nachdem der Gründer Vincenzo Lancia gestorben war, seit 1937 unter der Leitung von dessen Sohn Gianni. In den 1950er-Jahren konkurrierte Lancia auf dem heimischen Markt mit dem gleichermaßen in Turin ansässigen Fiat-Konzern, zunehmend aber auch mit dem Staatsunternehmen Alfa Romeo aus Mailand, das nach dem Ende des Zweiten Weltkriegs eine Neuausrichtung hin zum Großserienhersteller vornahm. In den 1950er-Jahren geriet Lancia in wirtschaftliche Schwierigkeiten. Gründe hierfür waren die kleinteilige, weit verzweigte Modellpalette und die veralteten Produktionsanlagen in Borgo San Paolo, die eine kostendeckende Fertigung nicht zuließen. Außerdem belastete ein kostenintensives Motorsportprogramm das Budget. 1955 verkaufte Gianni Lancia daraufhin seine Anteile an die lombardische Italcementi-Gruppe um den Industriellen Carlo Pesenti; bis 1959 folgten zögerlich auch die übrigen Mitglieder der Lancia-Familie.
Als neuer Inhaber war der autoaffine Pesenti um eine Stabilisierung Lancias bemüht. Er versuchte, eine Absprache mit Fiat über eine Marktaufteilung zu erreichen. In der Erwartung, dass Fiat sich künftig auf den Kleinwagenbereich beschränken werde, forcierte er die Entwicklung der Mittelklassemodelle Lancia Flavia und Fulvia und investierte in den Bau eines komplett neuen Werks in Chivasso mit Autobahn- und Eisenbahnanschluss, in dem beide Modelle kostengünstiger produziert werden konnten. Im Dezember 1959 fand die Grundsteinlegung im Beisein des italienischen Außenministers Giuseppe Pella statt, im Frühjahr 1962 war das Werk Chivasso fertiggestellt. In der unmittelbaren Nähe des neuen Lancia-Werks siedelten sich zahlreiche Zulieferbetriebe an wie beispielsweise M.E.C.A.T., ein ehemaliges Karosseriebauunternehmen, das nun unter anderem Sitze für die Serien-Lancias herstellte. Die Investition in ein neues Werk zahlte sich für Pesenti nicht aus. Lancia stellte in den 1960er-Jahren weniger Fahrzeuge her als das Werk hätte produzieren können. Pesenti führte das maßgeblich auf die starke und nach seiner Darstellung unerwartete Konkurrenz von Fiat zurück. Er hatte aus den Gesprächen mit Fiat in den 1950er-Jahren die Einschätzung gewonnen, dass Fiat die Klasse über 1,5 Liter nicht mehr bedienen wollte, und hatte Lancias Modelle Fulvia und Flavia daraufhin auf diesen Bereich zugeschnitten. Als Fiat ab 1959 schrittweise die große Baureihe 1500/2100 einführte, sah sich Lancia zusätzlichen Wettbewerbern ausgesetzt. Pesenti erklärte rückblickend, dass er das Chivasso-Projekt nie begonnen hätte, wenn er von Fiats Rückkehr in das Marktsegment des Flavia gewusst hätte.
Mit der Übernahme Lancias durch den Fiat-Konzern 1969 gingen Lancias Produktionsanlagen in Chivasso und in Borgo San Paolo auf Fiat über. Die Fiat-Fertigung und die Lancia-Produktion blieben zunächst getrennt. Der Konzern konzentrierte die Lancia-Produktion auf Chivasso und stellte den Betrieb in Borgo San Paolo in den folgenden Jahren komplett ein. Chivasso blieb in den anschließenden zwei Jahrzehnten das zentrale Werk für Lancias Serienproduktion und war in den 1980er-Jahren dank der erfolgreichen Modelle Lancia Delta, Prisma und Thema regelmäßig ausgelastet. 
Die Lage änderte sich, als Fiat 1986 den wirtschaftlich angeschlagenen Hersteller Alfa Romeo übernahm: Als Folge der Übernahme gehörten nun auch die Alfa-Werke im Mailänder Vorort Arese und im süditalienischen Pomigliano d’Arco („Alfasud Pomigliano“) zum Konzern. Die Anlagen in Pomigliano waren zehn Jahre jünger und effizienter als das Lancia-Werk in Chivasso, waren andererseits aber durch die Alfa-Produktion nicht ausgelastet. Das Werk in Chivasso wurde damit mittelfristig überflüssig. Anfang der 1990er-Jahre begann Fiat, die Lancia-Produktion aus Chivasso abzuziehen und auf andere Werke, insbesondere auf Arese und Pomigliano d’Arco, zu verteilen. Der letzte Lancia unter Fiat-Regie wurde 1993 in Chivasso hergestellt.

## Automobilproduktion in Chivasso

### Die Pesenti-Jahre

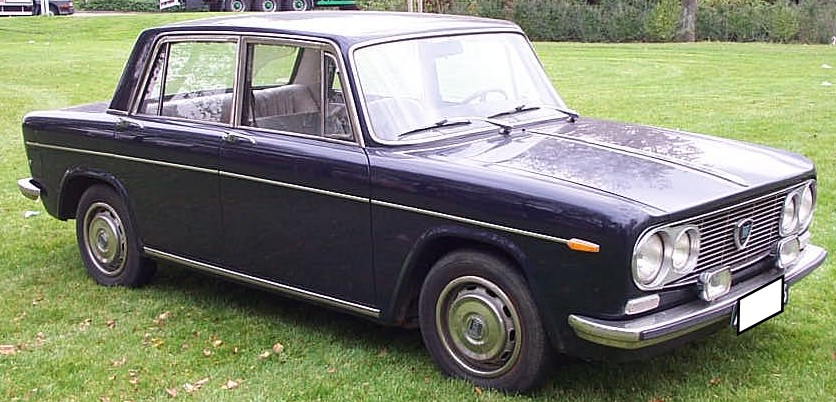
Lancia Fulvia Berlina

Die Automobilproduktion in Chivasso begann im Juni 1962. Das erste in Chivasso gebaute Modell war der Lancia Flavia, dessen Produktion von Borgo San Pietro hierher verlagert wurde. Mit der Betriebsaufnahme in Chivasso verlor Lancias Stammwerk in Borgo San Pietro seine Bedeutung; in dem nicht mehr zeitgemäßen Werk wurden in den 1960er-Jahren immer weniger Autos gebaut. 1963 wurde auch die Fertigung der Flaminia-Limousine dorthin verlegt. Der Fulvia ist der erste Lancia, der von Beginn an in Chivasso gebaut wurde. Der letzte Lancia aus der Pesenti-Ära war der Lancia 2000, eine Limousine der oberen Mittelklasse, die in geringen Stückzahlen bis 1974 in Chivasso vom Band lief.

### Die Fiat-Jahre

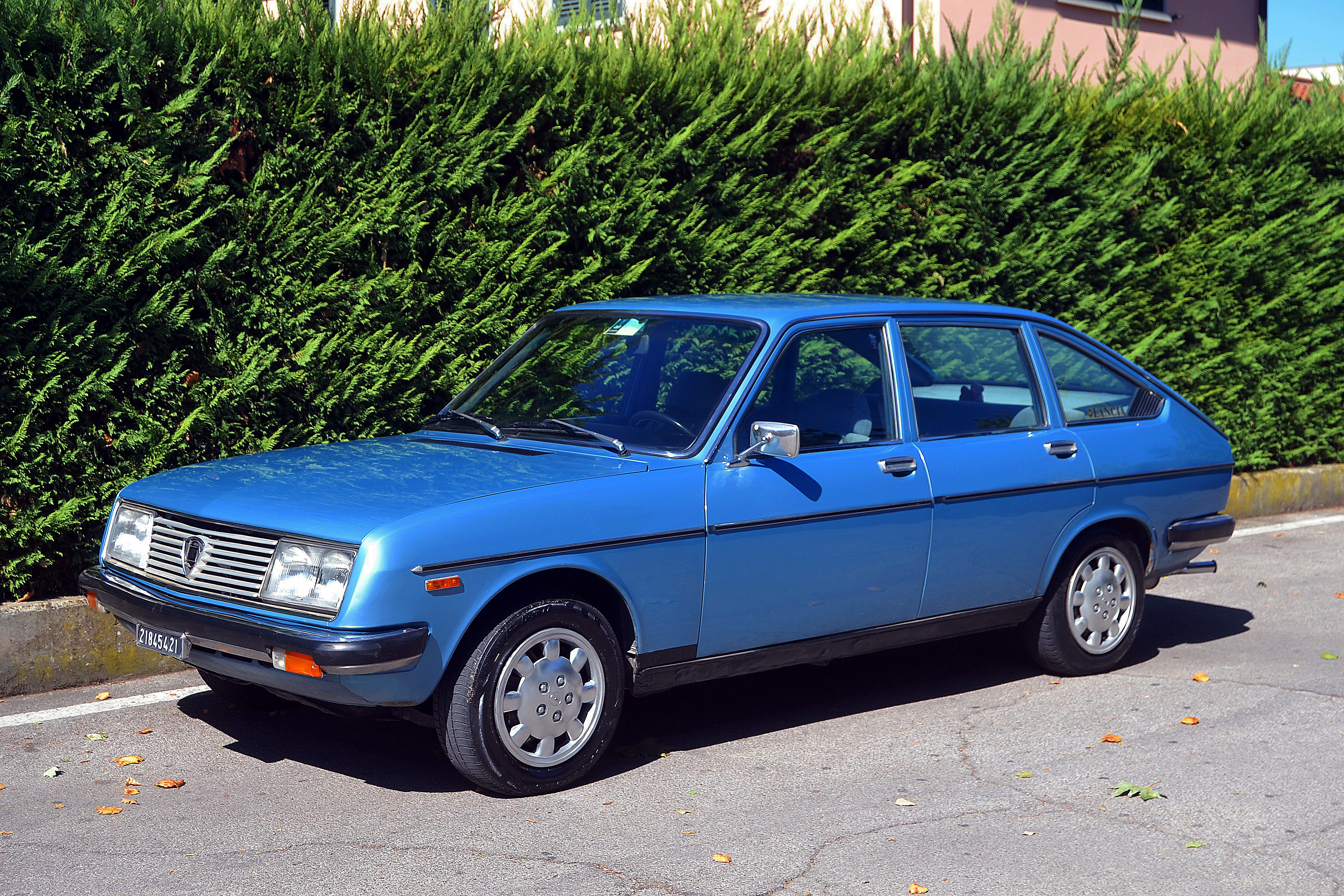
Lancia Beta Berlina

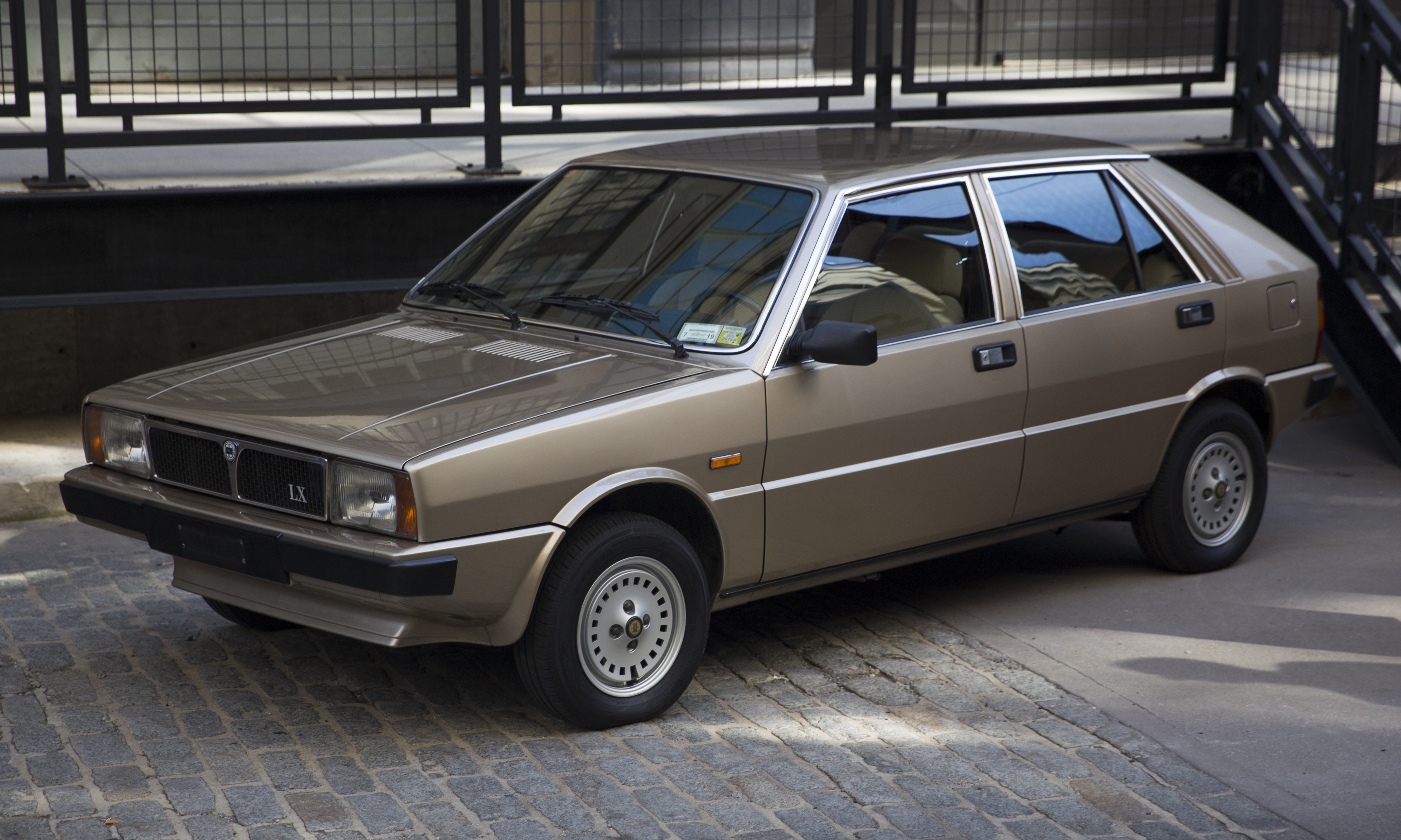
Lancia Delta (Tipo 831)

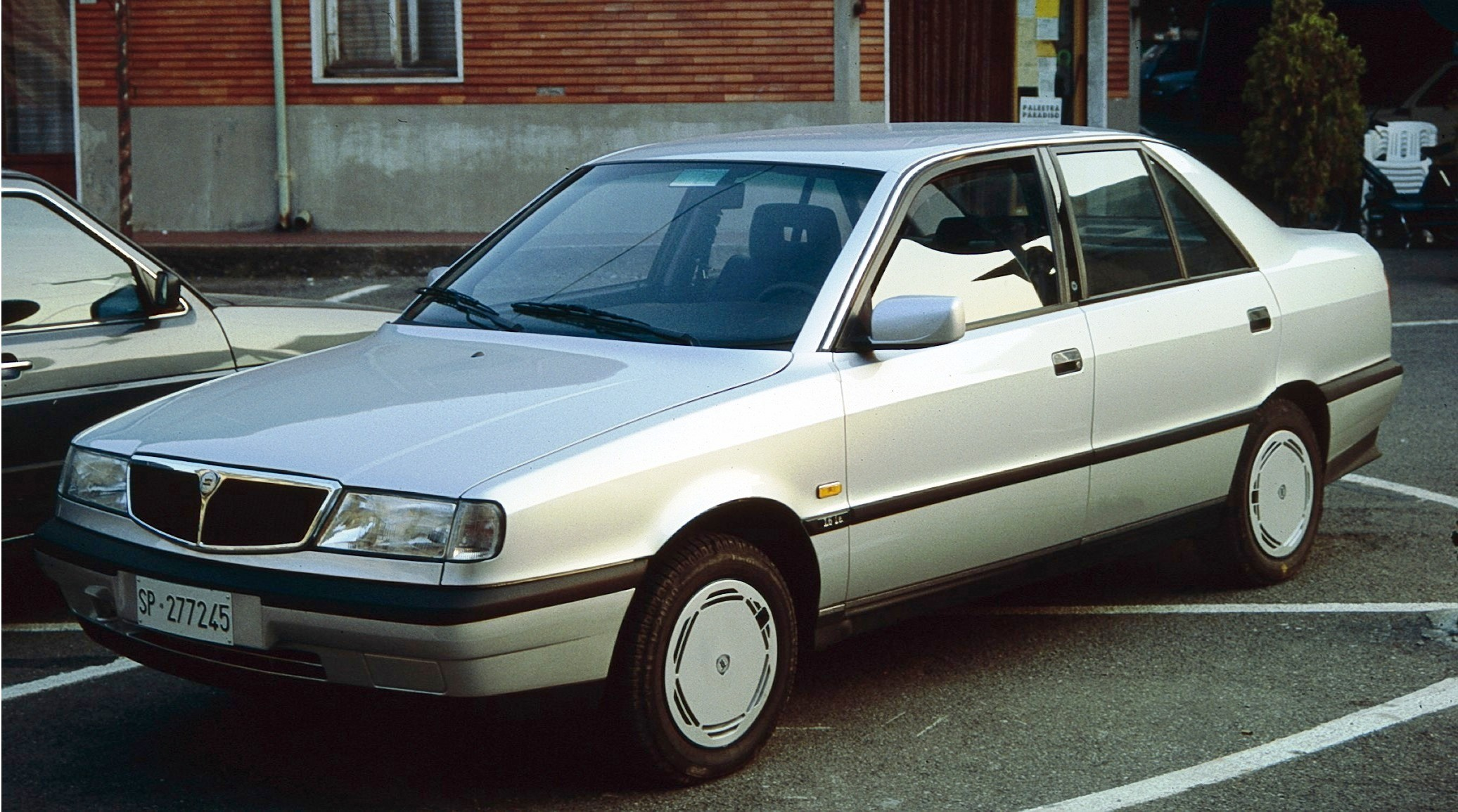
Lancia Dedra

Nach der Übernahme setzte Fiat zunächst die Produktion der bisherigen Lancia-Modelle fort. Die 1972 vorgestellte viertürige Schräghecklimousine Beta Berlina war der erste Lancia, der sich technische Komponenten mit Fiat-Fahrzeugen teilte. Sie machte in den 1970er-Jahren den größten Teil der Produktion in Chivasso aus, während die ab 1980 ebenfalls in Chivasso gebaute Stufenheckversion Beta Trevi nur geringe Stückzahlen erreichte. Weitere Karosserieversionen mit Beta-Technik, die nach und nach hinzukamen, wurden teilweise bei anderen, auf kleinere Serien spezialisierten Herstellern aufgebaut; der von Pininfarina gestaltete Beta Spider wurde beispielsweise bei Zagato in Serie gefertigt. 1976 kam die viertürige Schräghecklimousine Gamma Berlina hinzu, während das zweitürige Gamma Coupé bei Pininfarina aufgebaut wurde. 
Die vom Fiat Ritmo abgeleitete Kompaktlimousine Delta (Tipo 831), die Giorgio Giugiaros Designkonzept Medici folgt und 1980 zum Auto des Jahres gewählt wurde, entstand ab 1979 aus Kapazitätsgründen zunächst in Fiats veraltetem Werk im Turiner Stadtteil Lingotto. Einige Autoren sehen darin einen wesentlichen Grund für die Qualitätsprobleme, unter denen frühe Versionen des Delta litten. Nachdem Lancia Ende 1981 die Produktion der Beta Berlina eingestellt hatte, wurde die Fertigung des Delta nach Chivasso verlegt; dadurch erhöhte sich die Fertigungsqualität deutlich. Der Prisma, die 1982 eingeführte Stufenheckversion des Delta, wurde von Beginn an in Chivasso gebaut. Beide Modelle zählten zu den erfolgreichsten Lancias der Nachkriegszeit und waren für eine Wiederbelebung der Marke in den 1980er-Jahren verantwortlich. Sie sorgten in dieser Zeit für eine regelmäßige Auslastung des Werks in Chivasso. Seit 1984 entstand auch Lancias neues Spitzenmodell Thema in Chivasso. Zum Ende des Jahrzehnts wurde der Thema wegen großer Nachfrage parallel auch bei Alfa Romeo in Arese gefertigt; später verlagerte Fiat die Thema-Produktion komplett dorthin. 
1989 ging mit der Stufenhecklimousine Dedra, einer frühen Variante von Fiats Tipo-Due-Plattform und Nachfolger des Prisma, das letzte neue Lancia-Modell in Chivasso in die Serienproduktion. Wenig später zeichnete sich bereits ab, dass Chivasso künftig keine Rolle mehr im Fiat-Konzern spielen würde. Das wurde bei der 1993 eingeführten zweiten Generation des Lancia Delta (Tipo 836) deutlich, für deren Serienproduktion Chivasso von Beginn an nicht mehr eingeplant war. Der Delta Nuova entstand stattdessen im ersten Produktionsjahr bei Alfa Romeo in Pomigliano d’Arco und ab 1994 in Fiats Turiner Rivalta-Werk. Dorthin wurde 1993 auch die Fertigung des Dedra verlegt.

### Maggiora

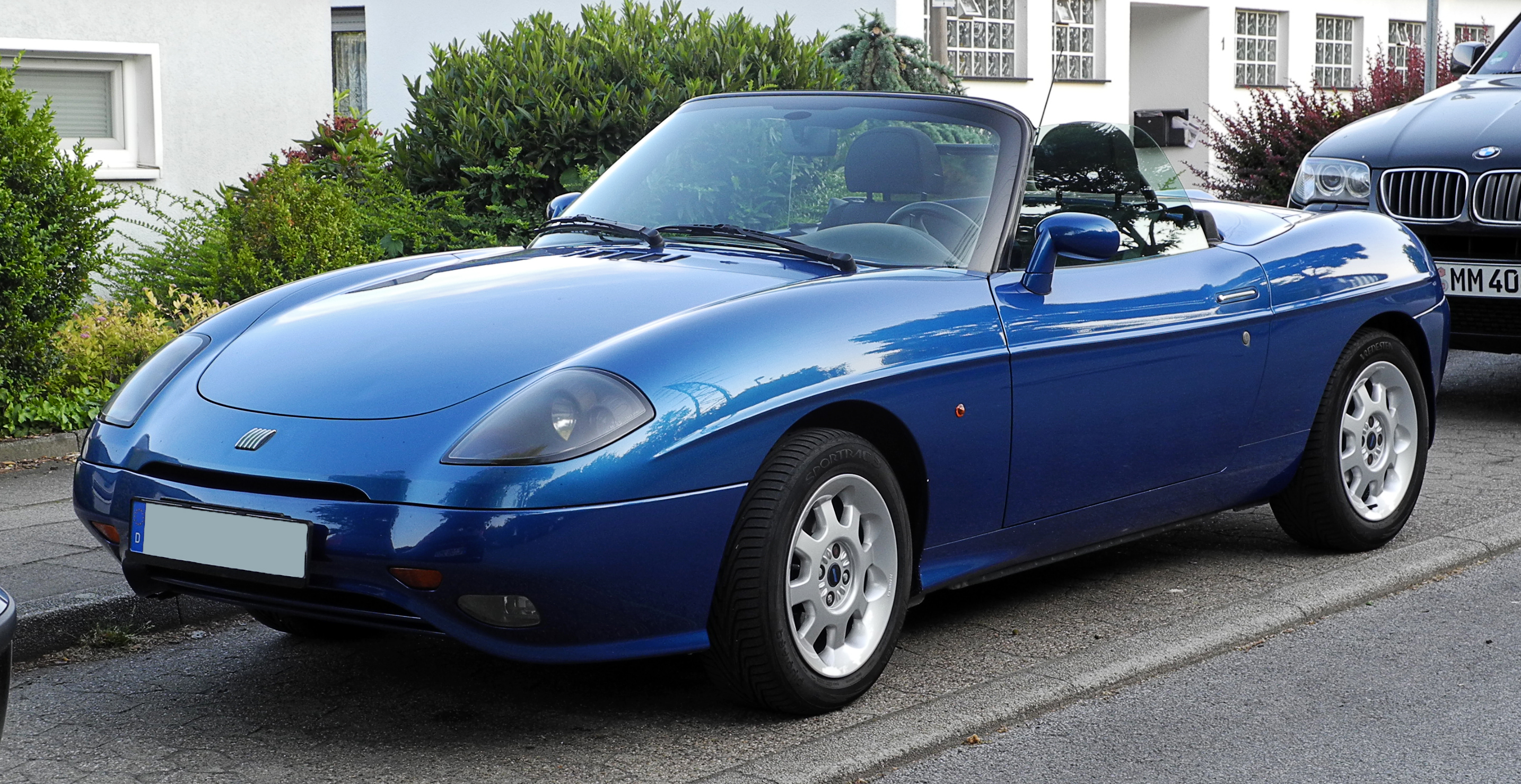
Fiat Barchetta

1993 übernahm der Karosseriehersteller Maggiora die Anlagen in Chivasso. Maggiora war auf den Bau von Kleinserien spezialisiert und hatte bis dahin sein Hauptwerk in Moncalieri gehabt. In Chivasso baute Maggiora einige Nischenversionen gängiger Modelle für den Fiat-Konzern. Dazu gehörten die in Italien beliebte Van-Ausführung des Fiat Panda und die letzten Exemplare des Lancia Delta Integrale (Tipo 831), die bis 1994 gefertigt wurden. Ab 1995 entstand in Chivasso das zweisitzige Cabriolet Fiat Barchetta, das weitgehend in Handarbeit zusammengebaut wurde. Nach der Insolvenz Maggioras im Jahr 2003 verlegte Fiat die Fertigung der letzten Barchetta-Modelle in das Werk Mirafiori. Das letzte Modell, das Maggiora in Chivasso baute, war das Lancia Kappa Coupé.

## Umnutzung im 21. Jahrhundert
Mit der Insolvenz Maggioras im Jahr 2003 endete die Automobilproduktion in Chivasso. In den folgenden Jahren siedelten sich zahlreiche kleine Autozulieferer und Fachbetriebe an; zeitweise nutzte auch die Marke Abarth einen Teil der Anlage. Seit 2018 befindet sich auf dem Gelände ein neu errichtetes Einkaufszentrum. Einen Bezug zu Lancia gibt es nicht mehr.

## Galerie: Autos aus Chivasso

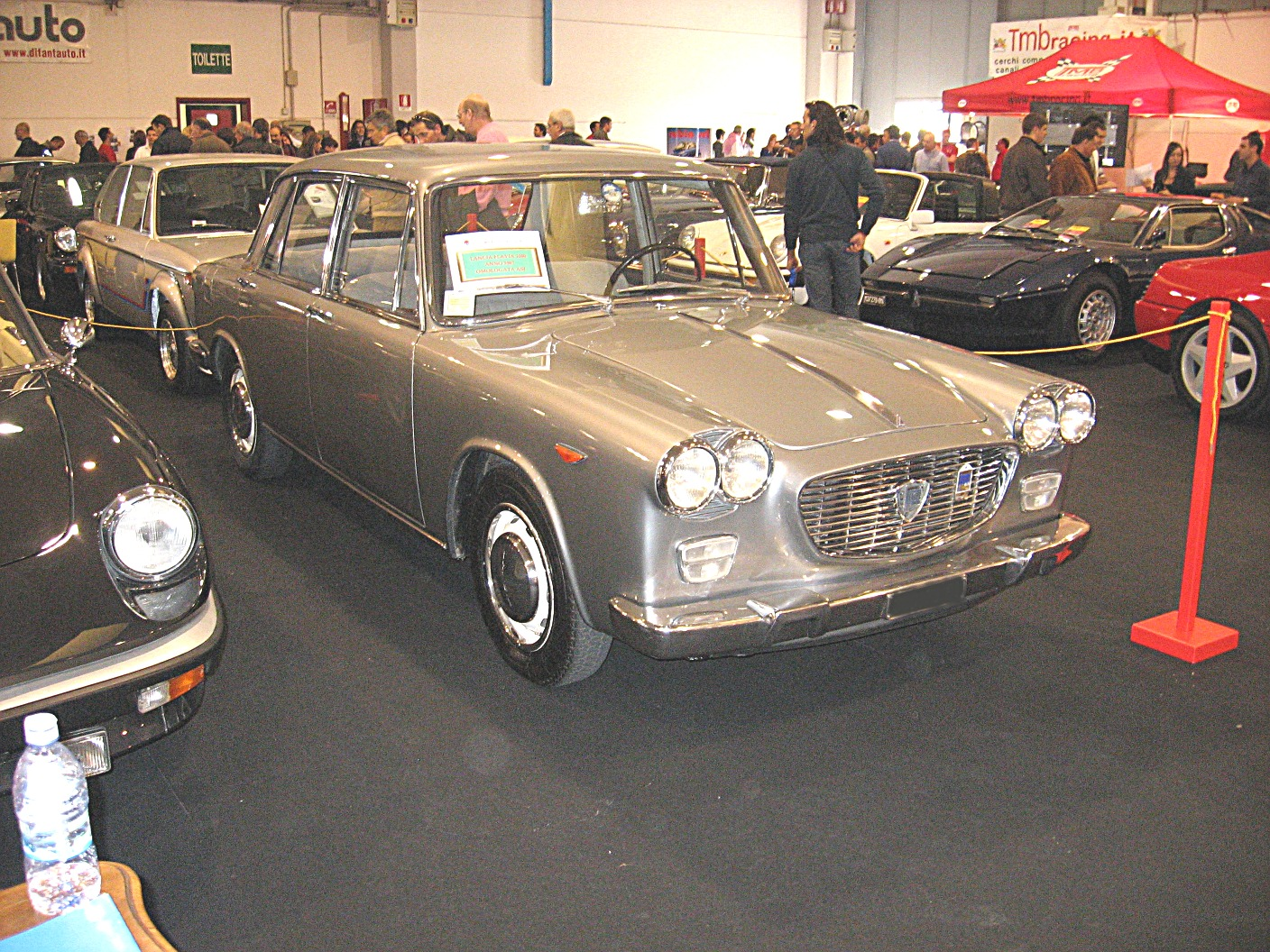
Lancia Flavia
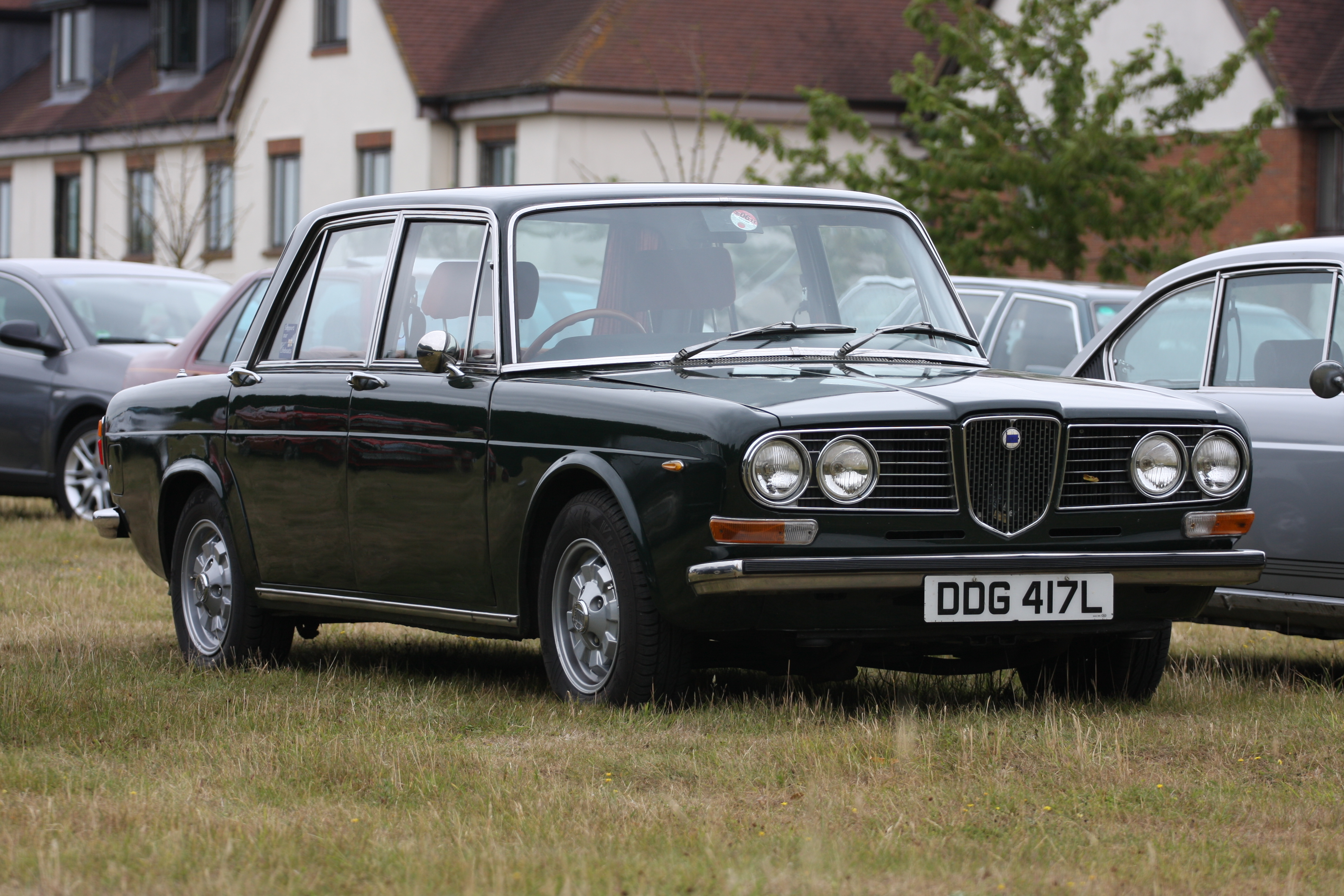
Lancia 2000
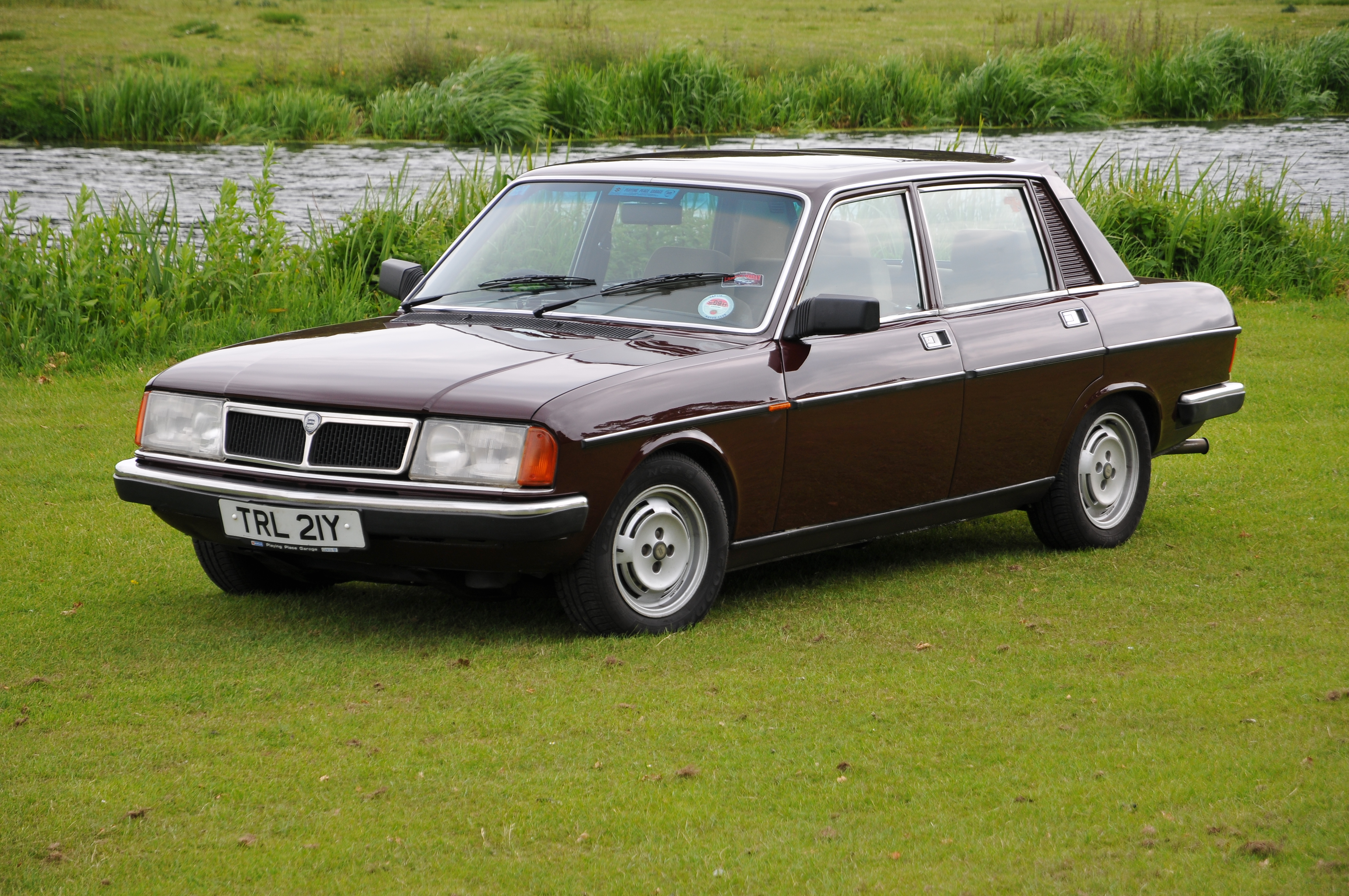
Lancia Beta Trevi
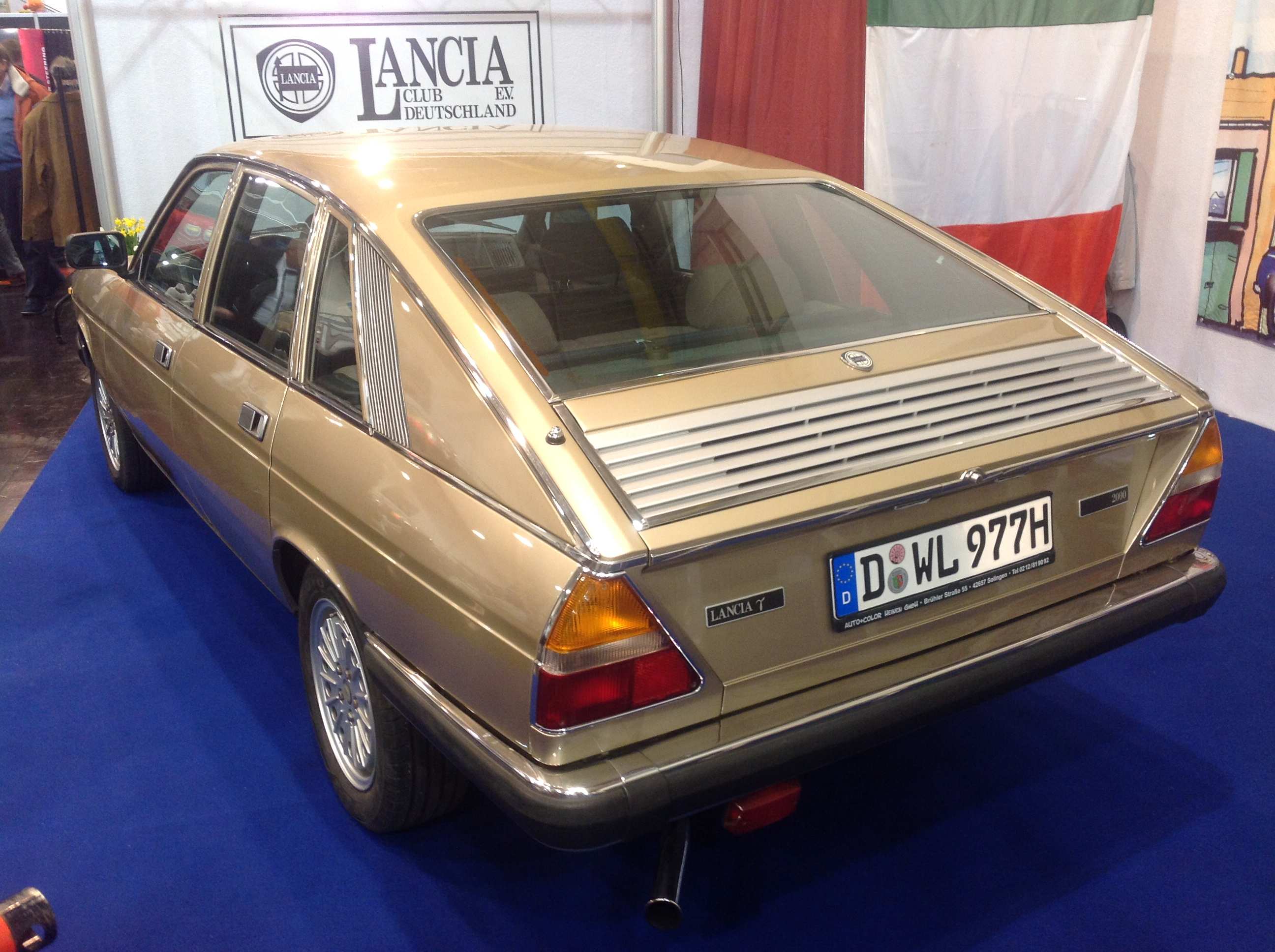
Lancia Gamma Berlina
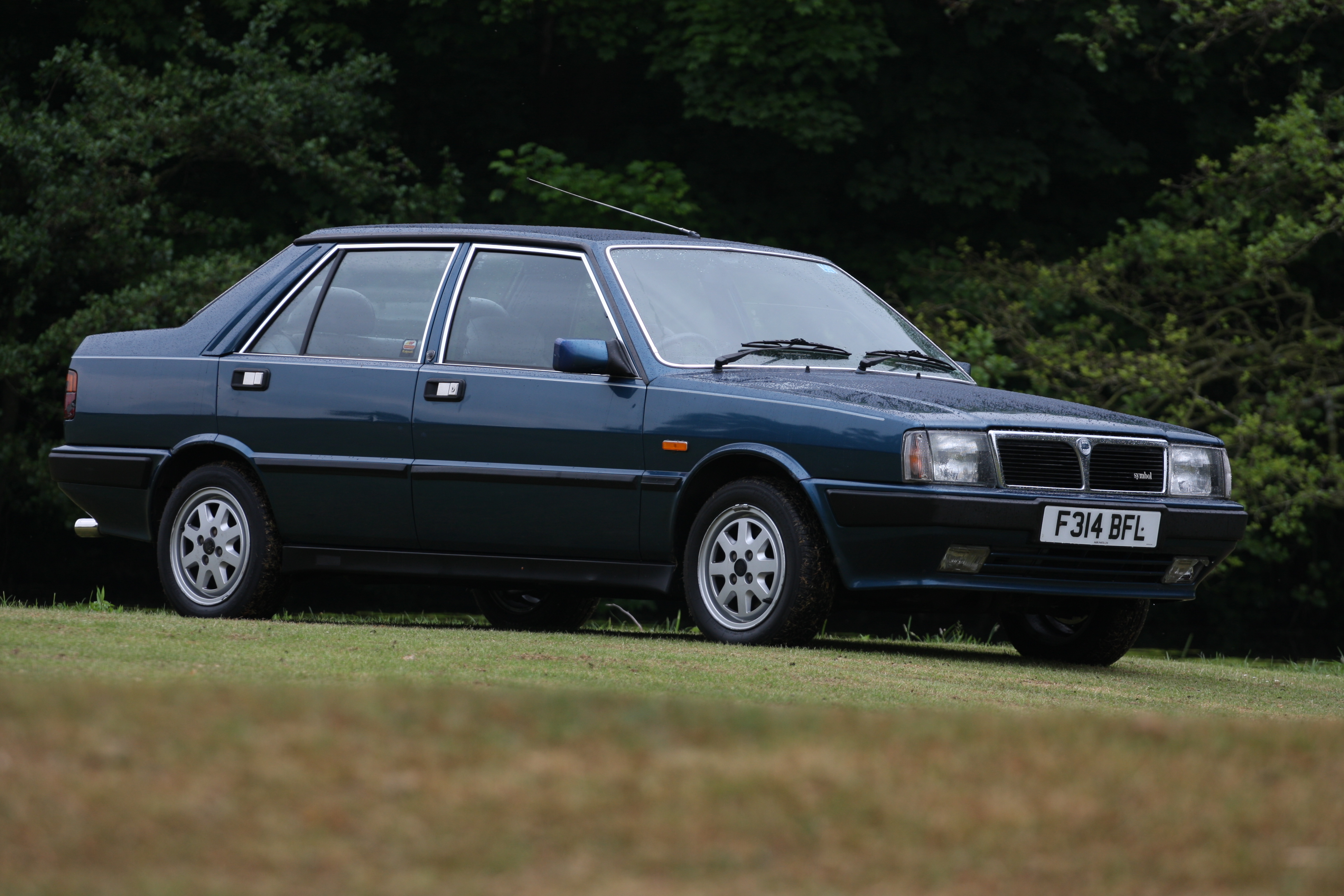
Lancia Prisma
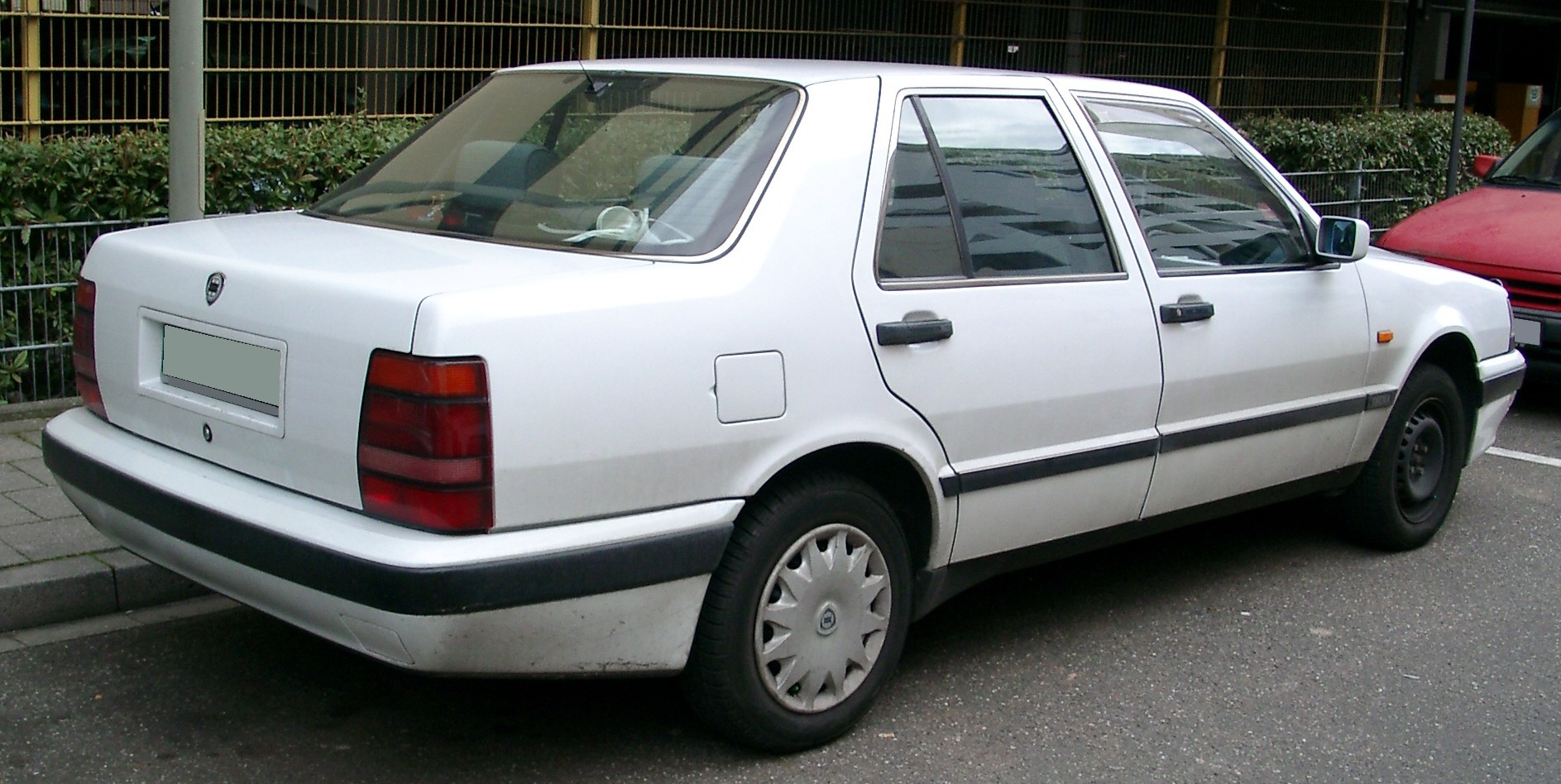
Lancia Thema
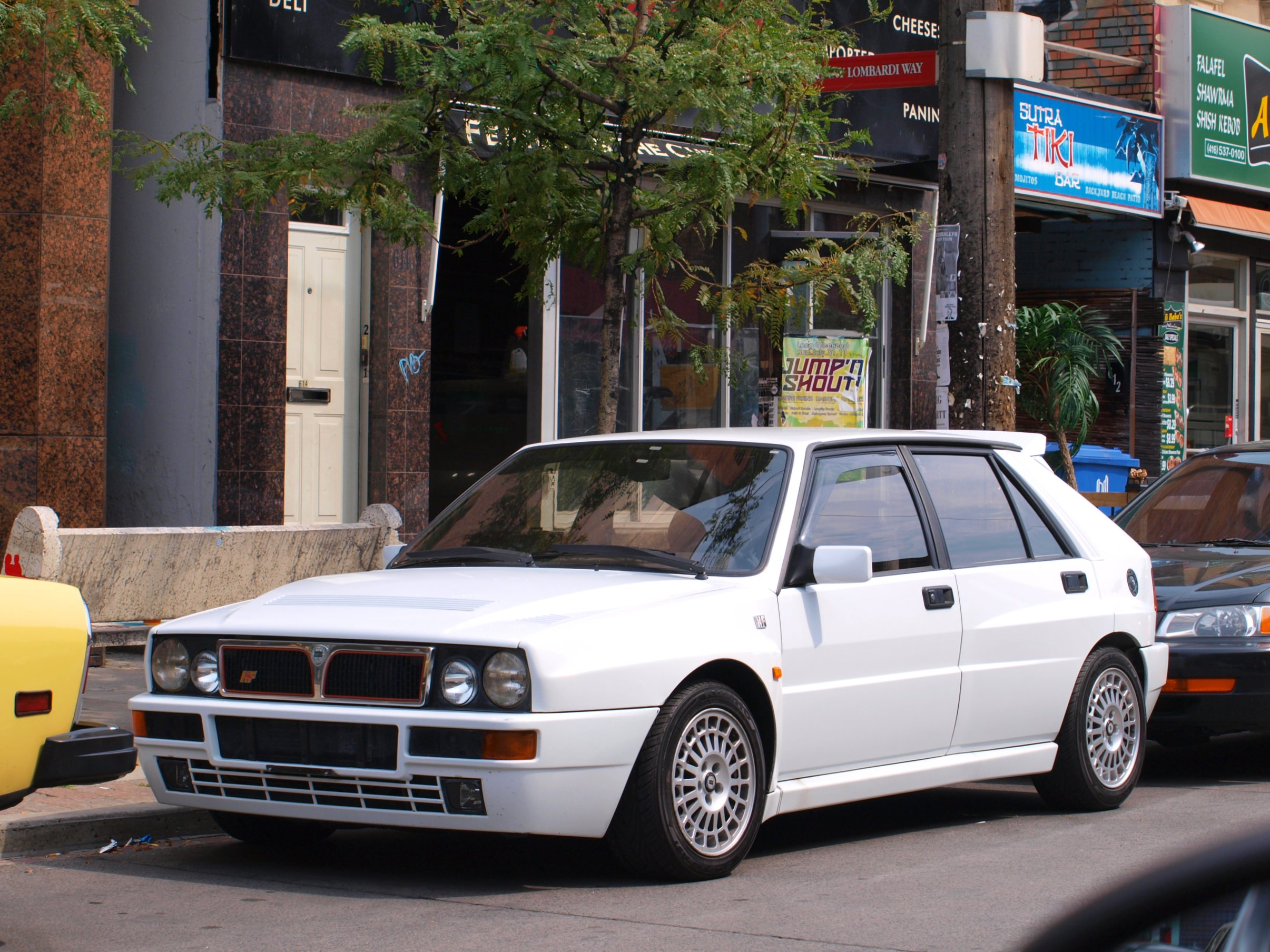
Lancia Delta Integrale Evoluzione (Maggiora)
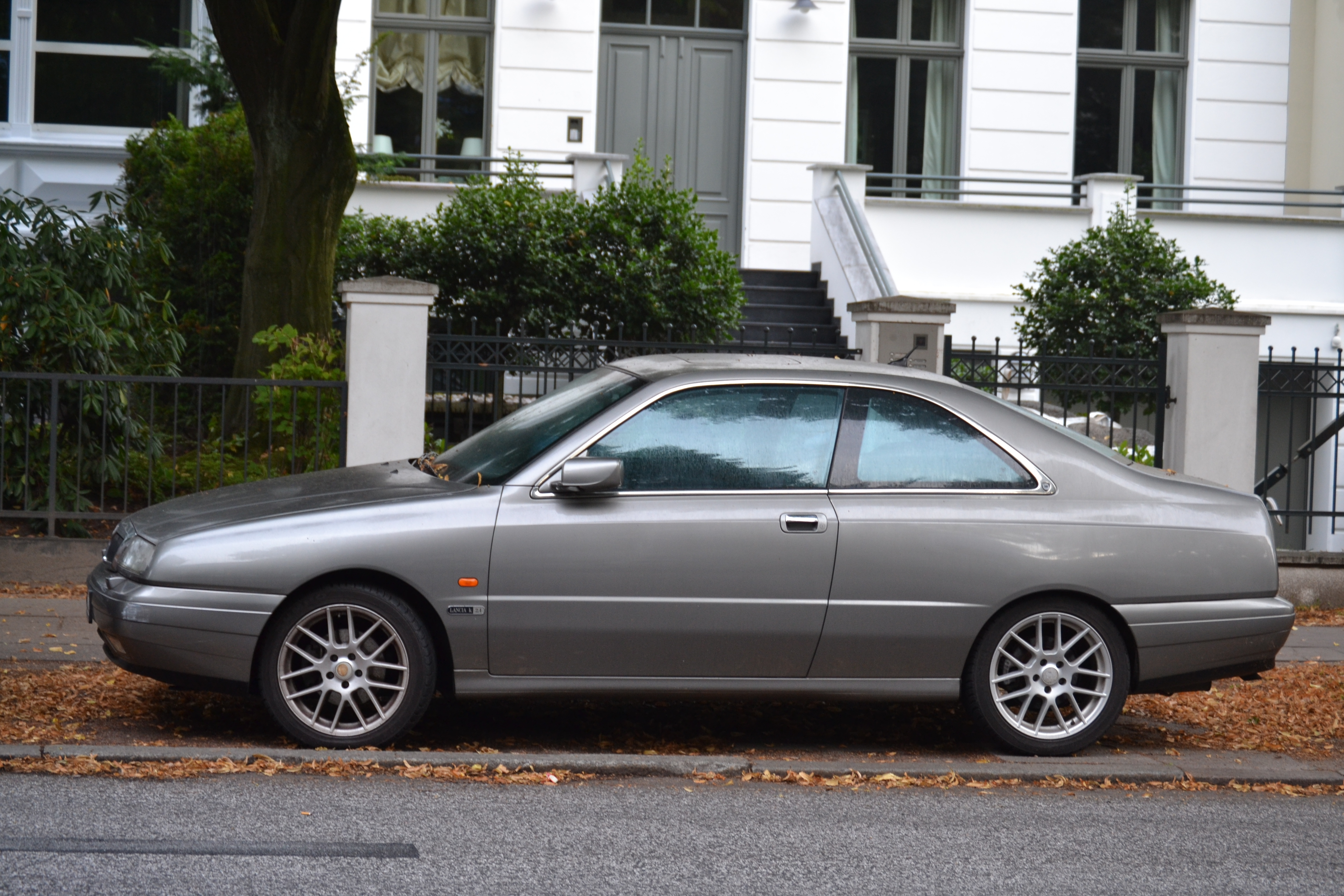
Lancia Kappa Coupé (Maggiora)
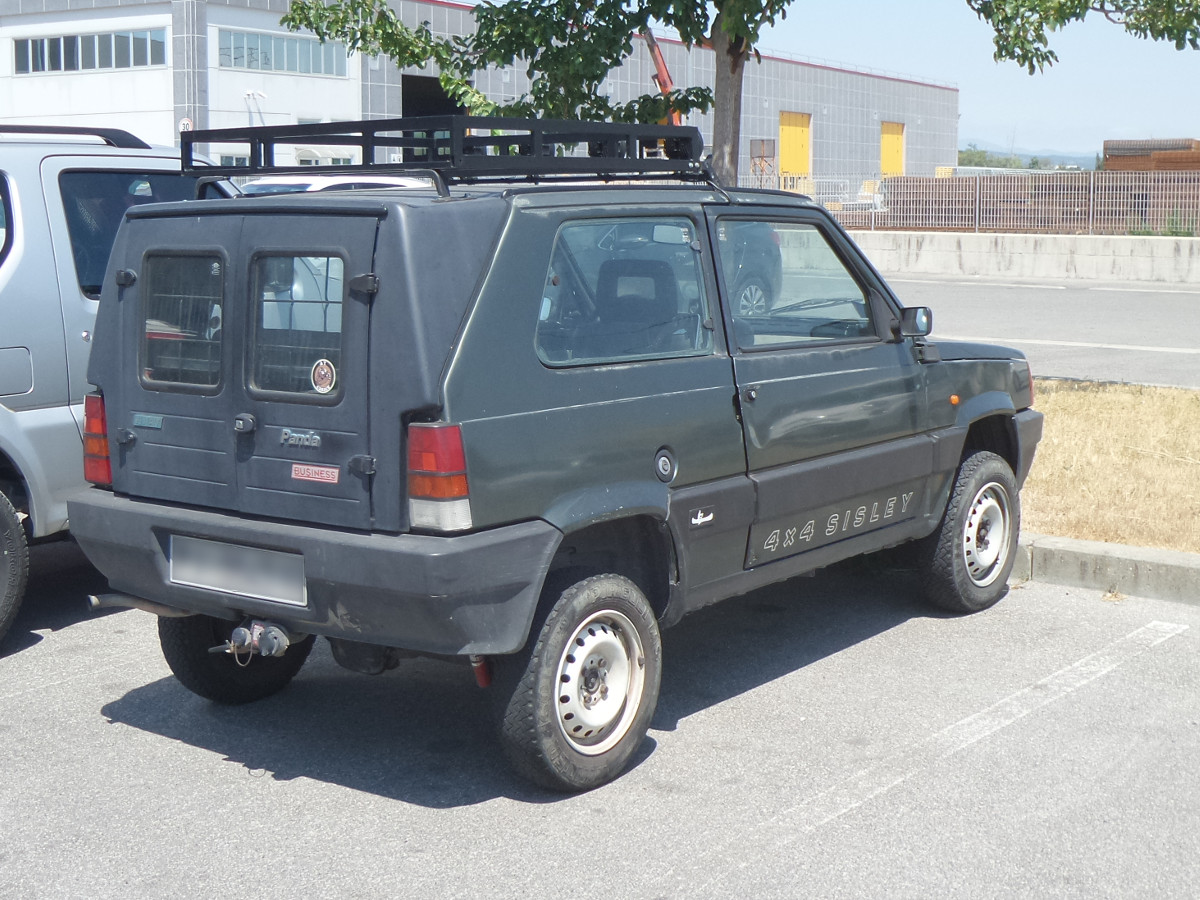
Fiat Panda Van (Maggiora)